# Аврас, Леонид Фёдорович
Леонид Федорович Аврас (1907—1986) — инженер-механик, советский производственный деятель. Герой Социалистического Труда (1971).

## Биография
Родился 17 января 1907 года в Киеве.
Закончил рабфак (1927—1930), затем — Харьковский авиационный институт (1935).
Трудиться начал в 1922 году слесарем рудника имени Октябрьской революции Криворожского рудного бассейна Украинской ССР. С 1936 г. работал инженером, начальником отдела технического контроля, заместителем главного инженера, заместителем директора Казанского завода № 27. В 1940—1941 годах — начальник механического цеха Ленинградского завода № 234.
В 1941—1958 годах на Уфимском моторостроительном заводе прошёл путь от начальника группы ОТК до главного инженера и заместителя директора. Под руководством Авраса Л. Ф. на заводе освоен серийный выпуск новых авиационных двигателей, в частности, реактивного, превосходящего лучшие зарубежные образцы, проведены организационно-технические мероприятия по внедрению новой техники, совершенствованию технологии: изготовлены и внедрены 50 специальных и агрегатных высокопроизводительных станков, 210 многоместных быстродействующих приспособлений, более 200 единиц специального и универсального оборудования.
В 1958—1963 — заместитель председателя Башсовнархоза.
В 1963—1974 — директор Уфимского завода аппаратуры связи.
За выдающиеся заслуги в выполнении пятилетнего плана 1966—1970 гг. и организацию производства изделий новой техники Указом Президиума Верховного Совета СССР от 26 апреля 1971 г. Л. Ф. Аврасу присвоено звание Героя Социалистического Труда.
Вышел на пенсию в 1974 году.
Умер 2 июля 1986 в Уфе. Похоронен на Южном кладбище в Аллее славы. Памятник на могиле представляет собой стелу из светло-серого мрамора высотой 1,5 метра. Стела укреплена на мраморном основании, примыкающем к саркофагу из мраморных плит. В верхней части стелы слева — изображение Золотой Звезды, в центре — портрет на чёрной гранитной пластине. У подножья обелиска укреплена декоративная ваза из мрамора для цветов.

## Награды
- Герой Социалистического Труда (1971).
- Награждён орденами Ленина (1957, 1971), Красной Звезды (1943, 1945) и медалями.
- Почётный моторостроитель СССР (1985).
- Заслуженный деятель науки и техники БАССР.

## Память
- Отмечалось 100-летие со дня рождения Леонида Федоровича.[2]